# ناسي أونوفار
ناسي أونوفار (مواليد 13 يونيو 2003) هو لاعب كرة قدم هولندي يلعب كمهاجم في نادي شباب أياكس.

## روابط خارجية
- ناسي أونوفار على موقع الاتحاد الأوربي (الإنجليزية)
- ناسي أونوفار على موقع اتحاد تركيا (لاعب) (الإنجليزية)
- ناسي أونوفار على موقع قاعدة بيانات كرة القدم.إي يو (الإنجليزية)
- ناسي أونوفار على موقع Soccerway.com (الإنجليزية)
- ناسي أونوفار على موقع عالم كرة القدم.نت (الإنجليزية)